# Prionitis scabrida
Prionitis scabrida är en flockblommig växtart som beskrevs av Koso-pol. Prionitis scabrida ingår i släktet Prionitis och familjen flockblommiga växter. Inga underarter finns listade i Catalogue of Life.